# (38102) 1999 JM18
1999 JM18 (asteroide 38102) é um asteroide da cintura principal. Possui uma excentricidade de 0.11948560 e uma inclinação de 3.93154º.
Este asteroide foi descoberto no dia 10 de maio de 1999 por LINEAR em Socorro.